# Oscarverleihung 2020
Übersicht aller ausgezeichneten Filme

◄◄ | ◄ | 2016 | 2017 | 2018 | 2019 | Oscarverleihung 2020 | 2021 | 2022 | 2023 | 2024 | ►

Weitere Ereignisse

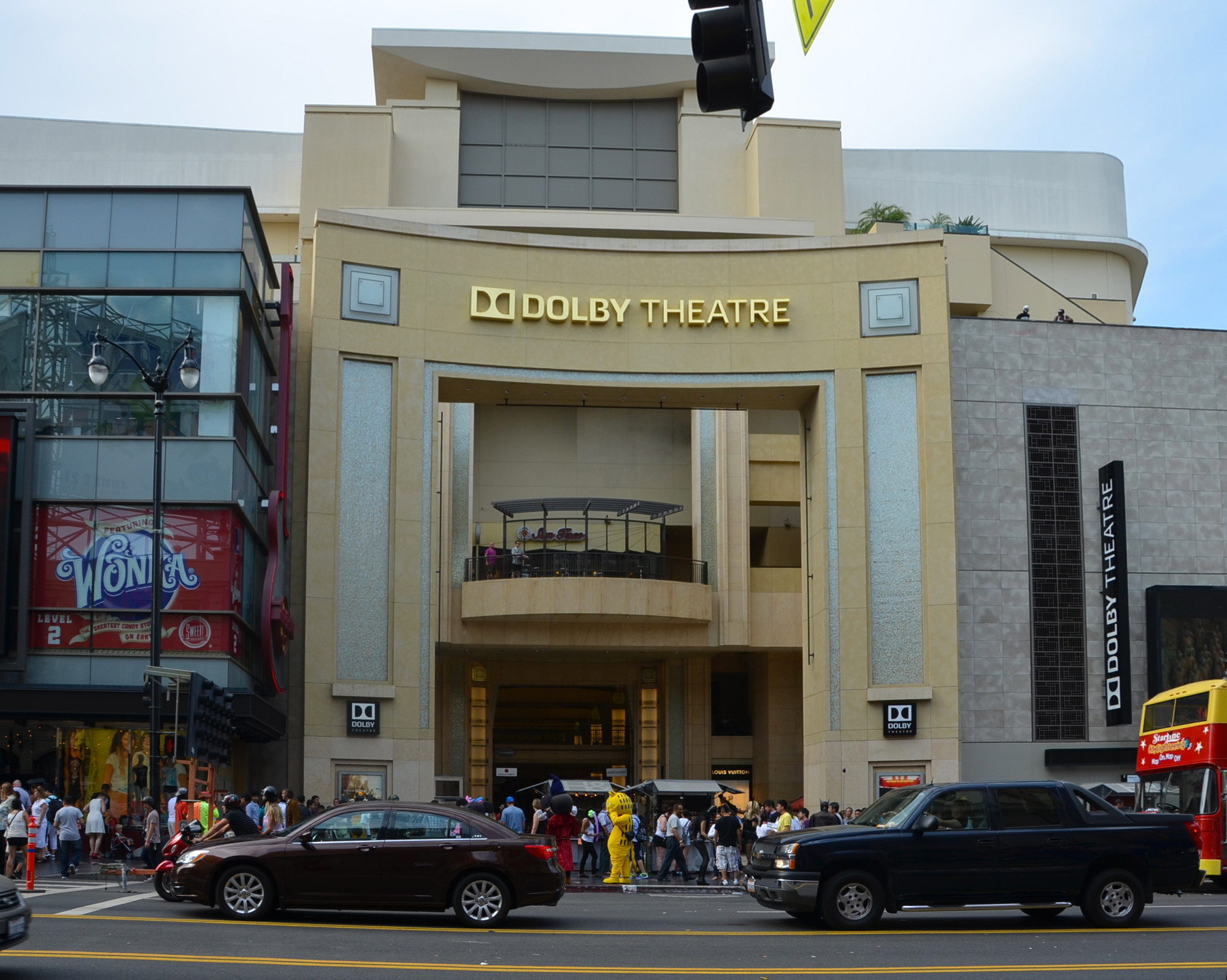
Das Dolby Theatre, Veranstaltungsort der Oscarverleihung 2020

Die 92. Verleihung der Oscars (englisch 92nd Academy Awards) fand am 9. Februar 2020 im Dolby Theatre in Los Angeles statt. Im Jahr der Oscarverleihung werden immer Filme des Vorjahres ausgezeichnet, in diesem Fall die Filme des Jahres 2019. Die Produktion der 92. Oscarverleihung übernahmen erstmals die beiden US-amerikanischen Filmproduzentinnen Lynette Howell Taylor und Stephanie Allain. Wie bereits im Vorjahr wurde die Verleihung erneut ohne Moderator durchgeführt.
Mit elf Nominierungen führte Todd Phillips’ Comicverfilmung Joker das Favoritenfeld an. Dahinter folgten mit jeweils zehn Nominierungen Sam Mendes’ Kriegsdrama 1917, Martin Scorseses Mafiaepos The Irishman und Quentin Tarantinos Komödie Once Upon a Time in Hollywood. Joker wurde damit der am häufigsten nominierte Film dieser Art (Comicverfilmung); bis dahin hielt The Dark Knight mit acht Nominierungen bei der Oscarverleihung 2009 diese Marke. Außerdem war er nach Black Panther die erst zweite Comicverfilmung, die als bester Film nominiert wurde.
Erfolgreichster Film des Abends wurde Bong Joon-hos südkoreanischer Beitrag Parasite, der in den Kategorien Bester Film, Beste Regie, Bestes Originaldrehbuch und Bester internationaler Film siegen konnte. Damit ist Parasite der erste nicht-englischsprachige Film, der als bester Film ausgezeichnet wurde. Drei Auszeichnungen erhielt das Kriegsdrama 1917 (Beste Kamera, Bester Ton und Beste visuelle Effekte). Jeweils zwei Auszeichnungen erhielten die Comicverfilmung Joker (Bester Hauptdarsteller, Beste Filmmusik), die Filmkomödie Once Upon a Time in Hollywood (Bester Nebendarsteller, Bestes Szenenbild) und das Renndrama Le Mans 66 – Gegen jede Chance (Bester Schnitt, Bester Tonschnitt). The Irishman von Martin Scorsese ging als großer Verlierer des Abends leer aus.
| Film                                      | N  | A |
| ----------------------------------------- | -- | - |
| Joker                                     | 11 | 2 |
| The Irishman                              | 10 | 0 |
| 1917                                      | 10 | 3 |
| Once Upon a Time in Hollywood             | 10 | 2 |
| Jojo Rabbit                               | 6  | 1 |
| Little Women                              | 6  | 1 |
| Marriage Story                            | 6  | 1 |
| Parasite                                  | 6  | 4 |
| Le Mans 66 – Gegen jede Chance            | 4  | 2 |
| Bombshell – Das Ende des Schweigens       | 3  | 1 |
| Star Wars: Der Aufstieg Skywalkers        | 3  | 0 |
| Die zwei Päpste                           | 3  | 0 |
| Harriet – Der Weg in die Freiheit         | 2  | 0 |
| Judy                                      | 2  | 1 |
| Land des Honigs                           | 2  | 0 |
| Leid und Herrlichkeit                     | 2  | 0 |
| A Toy Story: Alles hört auf kein Kommando | 2  | 1 |

## Preisträger und Nominierungen

### Bester Film
präsentiert von Jane Fonda
Parasite (기생충 / Gisaengchung) – Produktion: Kwak Sin-ae und Bong Joon-ho
- 1917 – Produktion: Sam Mendes, Pippa Harris, Jayne-Ann Tenggren und Callum McDougall
- The Irishman – Produktion: Martin Scorsese, Robert De Niro, Jane Rosenthal und Emma Tillinger Koskoff
- Jojo Rabbit – Produktion: Carthew Neal, Taika Waititi und Chelsea Winstanley
- Joker – Produktion: Todd Phillips, Bradley Cooper und Emma Tillinger Koskoff
- Le Mans 66 – Gegen jede Chance (Ford v Ferrari) – Produktion: Peter Chernin, Jenno Topping und James Mangold
- Little Women – Produktion: Amy Pascal
- Marriage Story – Produktion: Noah Baumbach und David Heyman
- Once Upon a Time in Hollywood – Produktion: David Heyman, Shannon McIntosh und Quentin Tarantino

### Beste Regie
präsentiert von Spike Lee
Bong Joon-ho – Parasite (Gisaengchung)
- Sam Mendes – 1917
- Todd Phillips – Joker
- Martin Scorsese – The Irishman
- Quentin Tarantino – Once Upon a Time in Hollywood

### Bester Hauptdarsteller
präsentiert von Olivia Colman
Joaquin Phoenix – Joker
- Antonio Banderas – Leid und Herrlichkeit (Dolor y gloria)
- Leonardo DiCaprio – Once Upon a Time in Hollywood
- Adam Driver – Marriage Story
- Jonathan Pryce – Die zwei Päpste (The Two Popes)

### Beste Hauptdarstellerin
präsentiert von Rami Malek
Renée Zellweger – Judy
- Cynthia Erivo – Harriet – Der Weg in die Freiheit (Harriet)
- Scarlett Johansson – Marriage Story
- Saoirse Ronan – Little Women
- Charlize Theron – Bombshell – Das Ende des Schweigens (Bombshell)

### Bester Nebendarsteller
präsentiert von Regina King
Brad Pitt – Once Upon a Time in Hollywood
- Tom Hanks – Der wunderbare Mr. Rogers (A Beautiful Day in the Neighborhood)
- Anthony Hopkins – Die zwei Päpste (The Two Popes)
- Al Pacino – The Irishman
- Joe Pesci – The Irishman

### Beste Nebendarstellerin
präsentiert von Mahershala Ali
Laura Dern – Marriage Story
- Kathy Bates – Der Fall Richard Jewell (Richard Jewell)
- Margot Robbie – Bombshell – Das Ende des Schweigens (Bombshell)
- Scarlett Johansson – Jojo Rabbit
- Florence Pugh – Little Women

### Bestes adaptiertes Drehbuch
präsentiert von Timothée Chalamet und Natalie Portman
Taika Waititi – Jojo Rabbit
- Greta Gerwig – Little Women
- Anthony McCarten – Die zwei Päpste (The Two Popes)
- Todd Phillips, Scott Silver – Joker
- Steven Zaillian – The Irishman

### Bestes Originaldrehbuch
präsentiert von Diane Keaton und Keanu Reeves
Han Jin-won, Bong Joon-ho – Parasite (#Gisaengchung)
- Noah Baumbach – Marriage Story
- Rian Johnson – Knives Out – Mord ist Familiensache (Knives Out)
- Sam Mendes, Krysty Wilson-Cairns – 1917
- Quentin Tarantino – Once Upon a Time in Hollywood

### Beste Kamera
präsentiert von Will Ferrell und Julia Louis-Dreyfus
Roger Deakins – 1917
- Jarin Blaschke – Der Leuchtturm (The Lighthouse)
- Rodrigo Prieto – The Irishman
- Robert Richardson – Once Upon a Time in Hollywood
- Lawrence Sher – Joker

### Bestes Szenenbild
präsentiert von Maya Rudolph und Kristen Wiig
Barbara Ling, Nancy Haigh – Once Upon a Time in Hollywood
- Dennis Gassner, Lee Sandales – 1917
- Regina Graves, Bob Shaw – The Irishman
- Lee Ha-joon, Cho Won-woo – Parasite (Gisaengchung)
- Nora Sopková, Ra Vincent – Jojo Rabbit

### Bestes Kostümdesign
präsentiert von Maya Rudolph und Kristen Wiig
Jacqueline Durran – Little Women
- Mark Bridges – Joker
- Christopher Peterson, Sandy Powell – The Irishman
- Arianne Phillips – Once Upon a Time in Hollywood
- Mayes C. Rubeo – Jojo Rabbit

### Beste Filmmusik
präsentiert von Gal Gadot, Brie Larson und Sigourney Weaver
Hildur Guðnadóttir – Joker
- Alexandre Desplat – Little Women
- Randy Newman – Marriage Story
- Thomas Newman – 1917
- John Williams – Star Wars: Der Aufstieg Skywalkers (Star Wars: The Rise of Skywalker)

### Bester Song
präsentiert von Gal Gadot, Brie Larson und Sigourney Weaver
„(I’m Gonna) Love Me Again“ aus Rocketman – Elton John, Bernie Taupin
- „I Can’t Let You Throw Yourself Away“ aus A Toy Story: Alles hört auf kein Kommando (Toy Story 4) – Randy Newman
- „I’m Standing with You“ aus Breakthrough – Zurück ins Leben (Breakthrough) – Diane Warren
- „Into the Unknown“ aus Die Eiskönigin II (Frozen II) – Kristen Anderson-Lopez, Robert Lopez
- „Stand Up“ aus Harriet – Der Weg in die Freiheit (Harriet) – Joshuah Brian Campbell, Cynthia Erivo

### Bestes Make-up und beste Frisuren
präsentiert von Sandra Oh und Ray Romano
Vivian Baker, Kazu Hiro, Anne Morgan – Bombshell – Das Ende des Schweigens (Bombshell)
- Rebecca Cole, Naomi Donne, Tristan Versluis – 1917
- Kay Georgiou, Nicole Ledermann – Joker
- Paul Gooch, Arjen Tuiten, David White – Maleficent: Mächte der Finsternis (Maleficent: Mistress of Evil)
- Jeremy Woodhead – Judy

### Bester Schnitt
präsentiert von Will Ferrell und Julia Louis-Dreyfus
Andrew Buckland und Michael McCusker – Le Mans 66 – Gegen jede Chance (Ford v Ferrari)
- Tom Eagles – Jojo Rabbit
- Jeff Groth – Joker
- Yang Jin-mo – Parasite (Gisaengchung)
- Thelma Schoonmaker – The Irishman

### Bester Ton
präsentiert von Salma Hayek und Oscar Isaac
Mark Taylor und Stuart Wilson – 1917
- Gary Rydstrom, Tom Johnson und Mark Ulano – Ad Astra – Zu den Sternen (Ad Astra)
- Paul Massey, David Giammarco und Steven A. Morrow – Le Mans 66 – Gegen jede Chance (Ford v Ferrari)
- Tom Ozanich, Dean A. Zupancic und Tod A. Maitland – Joker
- Michael Minkler, Christian P. Minkler und Mark Ulano – Once Upon a Time in Hollywood

### Bester Tonschnitt
präsentiert von Salma Hayek und Oscar Isaac
Donald Sylvester – Le Mans 66 – Gegen jede Chance (Ford v Ferrari)
- Oliver Tarney und Rachael Tate – 1917
- Alan Robert Murray – Joker
- Wylie Stateman – Once Upon a Time in Hollywood
- Matthew Wood und David Acord – Star Wars: Der Aufstieg Skywalkers (Star Wars: The Rise of Skywalker)

### Beste visuelle Effekte
präsentiert von James Corden und Rebel Wilson
Guillaume Rocheron, Greg Butler und Dominic Tuohy – 1917
- Dan DeLeeuw, Russell Earl, Matt Aitken und Dan Sudick – Avengers: Endgame
- Pablo Helman, Leandro Estebecorena, Nelson Sepulveda-Fauser und Stephane Grabli – The Irishman
- Robert Legato, Adam Valdez, Andrew R. Jones und Elliot Newman – Der König der Löwen (The Lion King)
- Roger Guyett, Neal Scanlan, Patrick Tubach und Dominic Tuohy – Star Wars: Der Aufstieg Skywalkers (Star Wars: The Rise of Skywalker)

### Bester Animationsfilm
präsentiert von Mindy Kaling
A Toy Story: Alles hört auf kein Kommando (Toy Story 4) – Josh Cooley, Mark Nielsen und Jonas Rivera
- Drachenzähmen leicht gemacht 3: Die geheime Welt (How to Train Your Dragon: The Hidden World) – Dean DeBlois, Brad Lewis und Bonnie Arnold
- Ich habe meinen Körper verloren (J’ai perdu mon corps) – Jérémy Clapin und Marc du Pontavice
- Klaus – Sergio Pablos, Jinko Gotoh und Marisa Román
- Mister Link – Ein fellig verrücktes Abenteuer (Missing Link) – Chris Butler, Arianne Sutner und Travis Knight

### Bester animierter Kurzfilm
präsentiert von Mindy Kaling
Hair Love – Matthew A. Cherry und Karen Rupert Toliver
- Tochter (Dcera) – Darja Kaschtschejewa
- Kitbull – Rosana Sullivan und Kathryn Hendrickson
- Mémorable – Bruno Collet und Jean-François Le Corre
- Sister – Siqi Song

### Bester Kurzfilm
präsentiert von Shia LaBeouf und Zack Gottsagen
Das Fenster gegenüber (The Neighbors’ Window) – Marshall Curry
- Brotherhood – Meryam Joobeur und Maria Gracia Turgeon
- Nefta Football Club – Yves Piat und Damien Megherbi
- Saria – Bryan Buckley und Matt Lefebvre
- Une sœur – Delphine Girard

### Bester Dokumentarfilm
präsentiert von Mark Ruffalo
American Factory – Steven Bognar, Julia Reichert und Jeff Reichert
- Eine Klinik im Untergrund – The Cave (The Cave) – Feras Fayyad, Kirstine Barfod und Sigrid Dyekjær
- Am Rande der Demokratie (The Edge of Democracy) – Petra Costa, Joanna Natasegara, Shane Boris und Tiago Pavan
- Für Sama (For Sama) – Waad al-Kateab und Edward Watts
- Land des Honigs (Медена земја / Medena zemja) – Ljubomir Stefanov, Tamara Kotevska und Atanas Georgiev

### Bester Dokumentar-Kurzfilm
präsentiert von Mark Ruffalo
Learning to Skateboard in a Warzone (If You’re a Girl) – Carol Dysinger und Elena Andreicheva
- In the Absence – Yi Seung-jun und Gary Byung-Seok Kam
- Vom Leben überholt – John Haptas und Kristine Samuelson
- St. Louis Superman – Smriti Mundhra und Sami Khan
- Walk Run Cha-Cha – Laura Nix und Colette Sandstedt

### Bester internationaler Film
präsentiert von Penélope Cruz
Parasite (기생충 / Gisaengchung), Südkorea – Regie: Bong Joon-ho
- Corpus Christi (Boże Ciało), Polen – Regie: Jan Komasa
- Land des Honigs (Медена земја / Medena zemja), Nordmazedonien – Regie: Tamara Kotevska, Ljubomir Stefanov
- Leid und Herrlichkeit (Dolor y gloria), Spanien – Regie: Pedro Almodóvar
- Die Wütenden – Les Misérables (Les Misérables), Frankreich – Regie: Ladj Ly

## Bester internationaler Film
Als deutschen Beitrag wählte im August 2019 eine von german films, der Auslandsvertretung des deutschen Films, organisierte Jury Systemsprenger von Nora Fingscheidt aus. Dieser schied jedoch schon für die Shortlist aus und damit auch für die Nominierung. Außerdem hatten sich die Rechteinhaber der Filme Deutschstunde von Christian Schwochow, Der Fall Collini von Marco Kreuzpaintner, Der Junge muss an die frische Luft von Caroline Link, Lara von Jan-Ole Gerster, Und der Zukunft zugewandt von Bernd Böhlich und Heimat ist ein Raum aus Zeit von Thomas Heise beworben.
Für die Schweiz ging die romantische Komödie Wolkenbruchs wunderliche Reise in die Arme einer Schickse von Michael Steiner ins Rennen, der Film schaffte es jedoch ebenso wie die deutsche Einreichung nicht auf die Shortlist. Die österreichische Einreichung Joy von Sudabeh Mortezai wurde wegen zu vieler englischer Passagen disqualifiziert. Bewerben durften sich nach den Regeln der Akademie nur Werke, deren Dialoge großteils nicht auf Englisch sind.

## Ehrenoscars
Die vom Board of Governors der Academy of Motion Picture Arts and Sciences bestimmten Ehrenpreisträger wurden am 27. Oktober 2019 bei den elften Governors Awards ausgezeichnet. Die Preisträger waren:
- David Lynch – US-amerikanischer Regisseur und Drehbuchautor
- Wes Studi – US-amerikanischer Schauspieler
- Lina Wertmüller – italienische Regisseurin und Drehbuchautorin

Des Weiteren wurde Geena Davis mit dem Jean Hersholt Humanitarian Award ausgezeichnet.

## In Memoriam
Das Segment „In Memoriam“, mit dem alljährlich in einem kurzen Video der wichtigsten Verstorbenen im Bereich Film gedacht wird, wurde von Steven Spielberg präsentiert. Während des Segments trat Billie Eilish zusammen mit ihrem Bruder Finneas O’Connell mit dem Beatles-Song Yesterday auf.
Folgende Künstler wurden (in der angegebenen Reihenfolge) im Segment erwähnt:
- Kobe Bryant, Athlet, Produzent
- Rip Torn, Schauspieler
- Barbara Hammer, Filmemacherin
- Patricia Blau, Visuelle-Effekte-Künstlerin
- Bernie Pollack, Kostümdesigner
- Steve Golin, Produzent
- Paul LeBlanc, Haarstylist
- John Briley, Drehbuchautor
- Diahann Carroll, Schauspielerin
- Terry Jones, Schauspieler, Regisseur, Drehbuchautor
- Catherine Burns, Schauspielerin
- Agnès Varda, Regisseurin, Drehbuchautorin
- Wayne Fitzgerald, Abspann-Designer
- David Foster, Filmproduzent
- Danny Aiello, Schauspieler
- Buck Henry, Regisseur, Drehbuchautor, Schauspieler
- Stanley Donen, Regisseur, Choreograph
- David V. Picker, Filmproduzent
- Barry Malkin, Filmeditor
- Robert Forster, Schauspieler
- Robert Evans, Schauspieler, Filmproduzent
- Richard Williams, Filmanimator
- Machiko Kyō, Schauspielerin
- James R. Alexander, Sound-Mixer
- Anna Karina, Schauspielerin
- D. A. Pennebaker, Dokumentarfilmer
- Leonard Goldberg, Filmproduzent
- Fernando Luján, Schauspieler
- André Previn, Komponist
- Peter Mayhew, Schauspieler
- Sylvia Miles, Schauspielerin
- William J. Creber, Produktionsdesigner
- Godfrey Gao, Schauspieler
- Bibi Andersson, Schauspielerin
- Michael Lynne, Filmproduzent
- Gene Warren Jr., Spezialeffekt-Künstler
- Alvin Sargent, Drehbuchautor
- Doris Day, Schauspielerin
- Anna Udvardy, Filmproduzentin
- Sid Ramin, Komponist
- Michelle Guish, Casting-Direktorin
- Sidney J. Sheinberg, Filmproduzent
- Ben Barenholtz, Filmproduzent
- Joss Williams, Spezialeffekt-Künstler
- Piero Tosi, Kostümdesigner
- Kenneth Walker, Haarstylist
- Rutger Hauer, Schauspieler
- Syd Mead, Designer
- Harriet Frank Jr., Drehbuchautorin
- Franco Zeffirelli, Regisseur
- John Witherspoon, Schauspieler
- Bernard Chevry, Filmproduzent
- Seymour Cassel, Schauspieler
- Peter Fonda, Schauspieler, Regisseur, Drehbuchautor
- Branko Lustig, Filmproduzent
- Gerry Lewis, Marketing-Verantwortlicher
- John Singleton, Regisseur, Drehbuchautor, Filmproduzent
- Kirk Douglas, Schauspieler, Filmproduzent